# Madame Zo
Zoarinivo Razakaratrimo (4 mai 1956 – 14 juillet 2020) était une artiste textile malgache, largement connue sous le surnom de Madame Zo.
Madame Zo a d’abord travaillé comme dessinatrice et cartographe avant de quitter cette profession pour se former au tissage et à la teinture au Centre National de l’Artisanat Malgache (CENAM) au milieu des années 1980. Elle avait une trentaine d’années lorsque ce nouveau chapitre de sa vie a commencé. En 1987, elle a installé un atelier de tissage artisanal dans sa maison à Tananarive. En 1990, elle a fondé l’entreprise Les Tisserandes, suivie une décennie plus tard par la marque Zo Artiss, qu’elle a créée avec son fils, Misa Ratrimoharinivo, lui-même tisserand formé par Madame Zo.
Dans la boutique-showroom de Tsiazotafo, on pouvait acquérir des robes intégrant des sacs plastiques ou de la cannelle dans des fibres de lin, des sacs à main en sisal, coton, laine et métal galvanisé, des chapeaux en raphia et grillage, des coussins ou lampes encapsulant piments, clous de girofle, arachides, herbes ou grains de café, ainsi que des œuvres au petit format mêlant bobines de films et bandes magnétiques. Elle intégrait également des objets du quotidien comme des pailles, écouteurs, stylos, cartes téléphoniques et bougies, aux côtés d’éléments naturels tels que des gousses de haricots ou des pattes de criquets. Elle allait même jusqu’à tisser les poils de ses chiens, Bernie et Moulie.
Pour l’artiste, l’ancestrale tradition féminine du tissage représentait une forme d’enfermement dont elle devait se libérer — une prison dont elle rêvait de s’échapper. Selon Sarah Fee, conservatrice en chef au Musée royal de l’Ontario :
« Elle voulait se libérer de tout. En tant que femme, elle était incroyablement forte. Elle souhaitait suivre sa vision, être fidèle et authentique, coûte que coûte — et cela lui a coûté énormément. Elle a fait d’immenses sacrifices. Elle répétait sans cesse qu’elle avait brisé toutes les attentes liées au tissage, parce que c’était nécessaire. Elle voyait le tissage comme une prison à cause des angles droits. Elle disait qu’elle devait briser le tissage lui-même et les attentes imposées aux tisserands. C’était sa mission de déconstruire toutes ces conventions. »
À Madagascar, le lamba — une pièce de tissu carrée ou rectangulaire, emblématique de l’habillement traditionnel — accompagnait autrefois les Malgaches tout au long de leur vie, de la naissance à la mort.
« Elle était courageuse, audacieuse, quelqu’un qui suivait sa vision et ses convictions, parfois contre vents et marées, dans une société pas toujours prête à la comprendre, » souligne la conservatrice.
« C’était une femme absolument libre, et ses œuvres en étaient le reflet. »
Alors que des artistes africains de la même génération, tels que le Malien Abdoulaye Konaté (né en 1953) ou le Ghanéen El Anatsui (né en 1944), ont récemment gagné une reconnaissance internationale pour des travaux similaires, Madame Zo n’a pas bénéficié de la même attention médiatique. Pourtant, elle a parcouru le monde (Biennale Internationale du Design de Saint-Étienne, Paris Fashion Week), remporté le Prix Paritana en 2020, et vendu certaines de ses créations au Smithsonian National Museum of African Art à Washington, D.C. (États-Unis).
D’une certaine manière, avant l’exposition Bientôt, je vous tisse tous de la Fondation H, le cri artistique de Madame Zo est resté inentendu. Peut-être parce qu’elle tissait les couleurs du silence ? En effet, de nombreuses œuvres de l’artiste renferment des mots, au sens large du terme. Madame Zo tissait des bandes magnétiques (La Jetée de feu, Le Témoin muet), des journaux (Silence 2), des bobines de films (Cinétiss), et très souvent des fils de cuivre, liés aux technologies de communication (Le Début d’une histoire). “Taisez-vous et dormez”, commande le titre d’une petite pièce capturant en son sein des composants de radios et d’ordinateurs.
Les créations textiles de Madame Zo sont des textes codés — archives ? Palimpsestes ? — à déchiffrer. Ou plus probablement des invitations à aller au-delà du visible, au-delà du médium transformé. Dans nombre de ses tissages, l’artiste utilise des matériaux naturels comme le bois flotté, le sisal, le mica, les cocons de soie et les plantes médicinales. Peut-être y a-t-il ici un indice : et si Madame Zo essayait de nous montrer à quel point nos vies sont intimement liées à toutes les particules qui composent notre monde ?
En 2012, elle a entrepris un périple de deux mois en van le long de la RN7. D’Antananarivo à Antsirabe, elle a tissé les fruits de ses rencontres : poireaux, pain, couverts trouvés au marché — immédiatement achetés, transformés et exposés à travers des systèmes d’exposition modulaires ingénieux qu’elle installait dans les rues et les marchés. Ainsi, elle s’approchait des gens, les engageant dans des conversations et des échanges souvent centrés sur le statut de l’art.
Cette performance éclaire sans aucun doute son approche artistique, ainsi que la phrase Bientôt, je vous tisse tous qu’elle a écrite dans sa dernière lettre (exposition avec la Fondation H). La fonction ultime de l’art n’est-elle pas, après tout, de rapprocher les gens ? Madame Zo a pris son dernier envol, mais son art demeure.
Aujourd’hui, son fils, Misa Ratrimoharinivo, également artiste textile, perpétue cet art d’une manière tout à fait nouvelle ! L’héritage continue, l’art perdure, et Madame Zo brille dans les cieux, projetant sa lumière sur nous ici-bas.

## Biographie
En 2018, elle expose au Musée du Quai Branly - Jacques-Chirac. En 2019, elle présente l'exposition« L'Art au quotidien ».

## Hommages
En 2023, la fondation H présente une rétrospective sur l'artiste. L'exposition posthume est intitulée « Bientôt je vous tisse tous ».